# Singapurische Badmintonmeisterschaft 2011/12
Die Singapurische Badmintonmeisterschaft 2011/12 fand vom 12. bis zum 18. März 2012 statt.

## Medaillengewinner
| Disziplin    | Gold                                   | Silber                           | Bronze                             |
| ------------ | -------------------------------------- | -------------------------------- | ---------------------------------- |
| Herreneinzel | Ashton Chen Yong Zhao                  | Huang Chao                       | Aaron Tan Wei Kiat                 |
| Herreneinzel | Ashton Chen Yong Zhao                  | Huang Chao                       | Ngo Yi Chye                        |
| Dameneinzel  | Liang Xiaoyu                           | Xing Aiying                      | Tan Wei Han                        |
| Dameneinzel  | Liang Xiaoyu                           | Xing Aiying                      | Zhang Beiwen                       |
| Herrendoppel | Hendra Wijaya Hendri Kurniawan Saputra | Liu Yi Terry Yeo Zhao Jiang      | Chen Guo Rui Jeffrey Wong Hao Cong |
| Herrendoppel | Hendra Wijaya Hendri Kurniawan Saputra | Liu Yi Terry Yeo Zhao Jiang      | Huang Chao Sean Lee                |
| Mixed        | Liu Yi Thng Ting Ting                  | Terry Yeo Zhao Jiang Xing Aiying | Muhd Asraf Bin Ishak Joline Chua   |
| Mixed        | Liu Yi Thng Ting Ting                  | Terry Yeo Zhao Jiang Xing Aiying | Hendra Wijaya Joy Lim              |